# Henrik Johansson (författare)
Henrik Johansson, född 1973 i Dalsland, är en svensk författare, litteraturkritiker och skrivpedagog. 
Johansson har bland annat arbetat i bageri, som kock och blev sedan skrivpedagog. Han är medlem i Författarcentrum Syd och är engagerad i Föreningen Arbetarskrivare. Han har också skrivit krönikor i tidningen Arbetaren.

### Redaktör för antalogier
- Jag har tänkt mycket på oss och våra utmattade kroppar (2018; med Anna Jörgensdotter)
- Hon ville inte släppa mina händer (2020; med Anna-Maria Olsson)
- Läkarna gjorde ett hjärta av gallan (2025; med Anna-Maria Olsson)

### Översättning
- Betong (2019; av Jakob Mathiassen)
- Drömmar och damm (2021; av Jakob Mathiassen)
- Organisatörens handbok (2023; av Alexandra Bradbury, Mark Brenner och Jane Slaughter)